# ارتباطات بحران
ارتباطات بحران (انگلیسی: Crisis communication)، یک تخصص فرعی روابط عمومی است که برای حفاظت و دفاع از یک فرد، شرکت، یا سازمانی که با چالشی عمومی در خصوص شهرت آن مواجه است، طراحی شده‌ است.
تیموتی کومبس، محقق ارتباطات، بحران را درک یک رویداد غیرقابل‌پیش‌بینی تعریف می‌کند که انتظارات مهم سهامداران را تهدید می‌کند، می‌تواند به‌طور جدی عملکرد سازمان‌ها را تحت‌تاثیر قرار دهد و ارتباطات بحران را به منظور جمع‌آوری، پردازش، و انتشار اطلاعات مورد نیاز جهت رسیدگی به یک وضعیت بحرانی، ایجاد کند.
معنای ارتباطات بحران می‌تواند از نظر اجتماعی ساخته شود؛ به این دلیل که ذی‌نفعان یک سازمان یک رویداد را می‌بینند (به‌طور مثبت، بی‌طرفانه، یا منفی) که آیا عامل مهمی در این مسئله است که این رویداد را به یک بحران تبدیل کند یا خیر. علاوه بر این، جدا کردن وضعیت بحرانی از یک حادثه مهم است. این بحران باید برای رویدادهای جدی که نیازمند توجه دقیق از سوی مدیریت هستند، حفظ شود.
مدیریت بحران به عنوان مجموعه‌ای از عوامل طراحی‌شده برای مبارزه با بحران‌ها و کاهش خسارت واقعی وارد شده تعریف شده‌ است. مدیریت بحران نباید تنها ارتجاعی باشد؛ بلکه باید شامل اقدامات پیشگیرانه و آماده‌سازی برای پیش‌بینی بحران‌های احتمالی باشد. مدیریت بحران کارآمد، پتانسیل آن را دارد تا میزان خسارت وارده به سازمان و در نتیجه بحران را کاهش دهد و حتی ممکن است از بروز یک حادثه در حال توسعه به یک بحران، جلوگیری کند.